# Aast
Aast – miejscowość i gmina we Francji, w regionie Nowa Akwitania, w departamencie Pireneje Atlantyckie. Jej burmistrzem jest Romain Morlanne.
Według danych na rok 2015 gminę zamieszkiwały 173 osoby, a gęstość zaludnienia wynosiła 37,3 osób/km².
| 1901 | 1962 | 1968 | 1975 | 1982 | 1990 | 1999 |
| ---- | ---- | ---- | ---- | ---- | ---- | ---- |
| 186  | 140  | 203  | 115  | 140  | 163  | 190  |